# Kristen Babb-Sprague
Kristen Elizabeth Babb-Sprague, née le 29 juillet 1968 à Walnut Creek (Californie), est une nageuse de natation synchronisée américaine.

## Biographie
Kristen Babb débute la natation à l'âge de six ans dans le club de sa ville natale de Walnut Creek, où se trouvent sa mère et sa sœur.
En 1986, elle fait partie de l'équipe américaine vice-championne du monde en 1986 ainsi que de l'équipe médaillée d'or aux Jeux panaméricains de 1987.
En 1989, elle subit une blessure au dos qui menace la suite de sa carrière. Elle reprend après un an d'arrêt complet. En 1991, elle remporte la médaille d'or en solo et par équipe aux Mondiaux et aux Championnats pan-pacifiques. Elle épouse cette année-là Ed Sprague, un joueur de baseball.
Aux Jeux olympiques de 1992 se tenant à Barcelone, elle est sacrée championne olympique en solo.
Elle est intronisée à l'International Swimming Hall of Fame en 1999.